# Космос-1667
Космос-1667, познат и под именима Бион-7 и Биокосмос-7, је један од преко 2400 совјетских вјештачких сателита лансираних у оквиру програма Космос.
Сателит је био намијењен за биолошка истраживања. Учествовало је 9 земаља, а ношена су 2 резус мајмуна, 10 мушких штакора, и 10 даждевњака. Мајмуни су испитивани у вези протока крви, ваздуха и радијационих ефеката. Предњи удови даждевњака су ампутирани и посматрана је регенерација у свемиру. Осматране су и воћне мушице, око 1500. Биљке су испитиване исто, укључујући кукуруз. Посматране су и рибе у акваријуму. Мисија је завршена послије 7 дана.